# Rune Sannerman
Rune Oscar Gustaf Sannerman, född 17 mars 1917 i Husby-Långhundra församling, Stockholms län, död 29 juni 2007 i Alfta församling, Gävleborgs län
, var en svensk präst.
Sannerman, som var son till grosshandlare Oscar Carlsson och Berta Andersson, blev teologie kandidat 1945 och prästvigdes i Uppsala 1946. Han var pastorsadjunkt i Järbo, Väddö, Tierp, Norrtälje, Tegelsmora och Gävle 1946–1949, kyrkoadjunkt i Gävle Heliga Trefaldighets församling 1950–1954, i Ljusdals församling 1954–1956, komminister i Ovansjö församling 1956–1967 samt blev kyrkoherde i Alfta församling 1967 och kontraktsprost i Voxnans kontrakt 1977. Han var sekreterare i Ärkestiftets teologiska råd från 1955 och ledamot av stiftsrådet från 1963. Han var redaktör för tidningen "Ärkestiftet" 1959.